# Geoglossàcies
Les geoglossàcies (Geoglossaceae) són una família de fongs ascomicots (Ascomycota), l'única de l'ordre dels geoglossals (Geoglossales).  Anteriorment s'havien definit 6 gèneres i 48 espècies però la filogenètica molecular d'aquests gèneres els que tenien espores acolorides pertanyien als Leotiomycetes. La resta de gèneres amb espores negres s'ubiquen actualment a la nova classe (Geoglossomycetes) i ordre (Geoglossales).
Aquests fongs viuen el sòl o sobre vegetació podrint-se. Normalment són fongs petits i de color negre amb una alçada de 2–8 cm. Cal un microscopi per identificar-los.
Les Geoglossaceae abunden en lloc herbosos, en arbredes de coníferes, de planifolis i en boscos mixtes.